# Leptostylus phrissominus
Leptostylus phrissominus là một loài bọ cánh cứng trong họ Cerambycidae.